# Towarzystwo Przyjaciół Czechowic-Dziedzic
Towarzystwo Przyjaciół Czechowic-Dziedzic – stowarzyszenie, którego statutowym celem jest podejmowanie inicjatywy oraz działalność zmierzająca do podnoszenia poziomu oświaty, kultury duchowej i materialnej mieszkańców, jak też gospodarczego rozwoju Czechowic-Dziedzic.

## Historia
Za datę powstania Towarzystwa Przyjaciół Czechowic-Dziedzic przyjmuje się 13 marca 1959 roku, kiedy to powstało Koło Miłośników Czechowic-Dziedzic. Z czasem zrodziła się inicjatywa by Koło Miłośników Czechowic-Dziedzic przekształcić w Towarzystwo i zarejestrować go. Założycielskie zebranie Towarzystwa odbyło się 30 października 1980 roku w siedzibie Wydziału Kultury, Kultury Fizycznej i Turystyki Urzędu Miasta i Gminy Czechowice-Dziedzice. W spotkaniu uczestniczyło 16 osób i ich określa się jako członków założycieli. Na zebraniu ustalono nazwę organizacji i brzmiała ona: Towarzystwo Przyjaciół Czechowic-Dziedzic. Przyjęto też projekt statutu, tryb rejestracji oraz wybrano tymczasowe władze.
Decyzją Naczelnika Miasta i Gminy z dnia 16 marca 1981 roku Towarzystwo zostało wpisane do rejestru stowarzyszeń i związków Urzędu Miasta i Gminy – Wydziału Spraw Społeczno-Administracyjnych w Czechowicach-Dziedzicach pod nazwą Towarzystwo Przyjaciół Czechowic-Dziedzic. Cele Towarzystwa określone w statucie to między innymi: zbieranie materiałów dotyczących Czechowic-Dziedzic, zabezpieczanie zabytkowych nieruchomości, ruchomości i ich konserwacja oraz odbudowa, opieka nad Izbą Regionalną, organizowanie imprez obrazujących tradycję, historię i współczesność, wydawanie materiałów informacyjnych, historycznych oraz zorganizowanie miejskiego muzeum.
Celem aktywizacji działalności Towarzystwa utworzono w nim 3 komisje: historyczną, zabytków i imprez. Towarzystwo nie posiadało własnej siedziby. Zebrania członków odbywały się w gmachu Urzędu Miasta i Gminy, lokalu Związku Nauczycielstwa Polskiego, w świetlicy Spółdzielni Mieszkaniowej. Dopiero w 1990 roku Towarzystwo zyskało swoją siedzibę, a stało się nią lokum Izby Regionalnej przeniesionej ze Szkoły Podstawowej nr 1 do Miejskiego Domu Kultury. W 1992 roku Towarzystwo zmieniło statut, co umożliwiło mu prowadzenie działalności gospodarczej.

## Cele i środki działania
Towarzystwo realizuje swoje cele statutowe w szczególności poprzez:
- zabieganie o właściwy stan zabytkowych nieruchomości i ruchomości, ich konserwację i odbudowę,
- gromadzenie piśmiennictwa itp. materiałów dotyczących Czechowic-Dziedzic,
- opiekę nad zbiorami i eksponatami historycznymi oraz muzealnymi,
- organizowanie imprez ukazujących tradycję, historię i dokonania współczesne Czechowic-Dziedzic,
- wydawanie i publikowanie materiałów informacyjnych, historycznych i reklamowych,
- współpraca z organami, organizacjami oraz instytucjami krajowymi i zagranicznymi wspierającymi statutową działalność Towarzystwa[2].

Towarzystwo dokumentuje przeszłość, rozwija zainteresowania dziejami, tradycjami i kulturą regionu. Młodemu pokoleniu ukazuje wartości i piękno tkwiące w historii, kulturze, zabytkach, wytworach kultury materialnej i duchowej oraz naszej pięknej i bogatej przyrody. Popularyzuje dzieje regionu organizując konkursy, wystawy, spotkania, sesje naukowe.
Członkowie Towarzystwa uczestniczą w obchodach kolejnych Dni Czechowic-Dziedzic, rocznic i świąt państwowych. W poznaniu własnej „małej ojczyzny” i budzeniu emocjonalnego stosunku do niej wielką rolę odgrywa edytorska działalność Towarzystwa, które wydało już kilkadziesiąt publikacji.

## Zarząd TPCZ-DZ
Przewodniczący/Prezesi Towarzystwa Przyjaciół Czechowic-Dziedzic:
- Bronisława Maresz (1980–1983)
- Józef Bartoszek (1983–1990)
- Henryk Szopa (1990–1992)
- Erwin Woźniak (1992–2016)
- Jacek Cwetler (2016–2018)
- Anna Wlazło od 2019